# 아리안 6
아리안 6(Ariane 6)은 유럽 우주국 산하 아리안그룹이 개발중인 우주발사체이다. 2023년 최초발사를 할 계획이다.

## 역사
2단 발사체이며, 1단 옆에 작은 부스터 고체로켓 2개 또는 4개를 장착했다. 1단은 추력 130톤의 가스 발생기 사이클의 액체수소/액체산소 벌케인 2.1 엔진을 사용한다. 2단은 2톤 추력 액체수소/액체산소 엔진을 사용한다. 21톤의 LEO 운반능력을 가졌다. 기아나 우주 센터에 아리안 6 발사대를 새로 건설중이다.

## 일본
아리안6는 일본의 신형 로켓인 H3와 구조적으로 매우 흡사하다. 그러나 유럽(ESA)은 액체수소연료를 사용하는 아리안6가 세계 상업용 로켓 시장에서 도태할 것으로 인식하고 재사용 발사체(아리안 넥스트)의 개발을 서두르고 있다. 유럽은 이를 위해 메테인을 연료로 사용하는 프로메테우스 엔진(추력 100t급)을 2017년부터 개발중에 있다.

## 대한민국
유럽(ESA)이 개발중인 재사용 발사체(아리안 넥스트)는 그 설계 방식과 개발 일정에 있어서 한국의 차세대 발사체와 매우 흡사하다. 유럽과 한국 모두 스페이스X 펠컨9을 추종하는 재사용 발사체를 개발할 예정이다. 유럽(ESA)은 메테인을 연료로 하는 프로메테우스 엔진(추력 100t급) 7-9기를 클러스터링하여 메인 1단으로 사용할 예정이다. 한국은 케로신을 연료로 하는 KRE-100(추력 100t급) 5기를 클러스터링하여 메인 1단으로 사용할 것이다. 유럽과 한국 모두 기본형, 부스터 장착형(유럽은 액체부스터, 한국은 고체부스터), 그리고 메인 1단 엔진을 부스터로 하여 펠컨 헤비와 같은 최대 확장형 형태로 운용하는 바리에이션을 각각 개발할 예정이다. 유럽과 한국 모두 2030년대 초에 개발을 완료할 예정이다. 